# Odeio-Te Meu Amor
Odeio-te Meu Amor (em inglês:  Unfaithfully Yours) é um filme de comédia romântica e de humor negro estadunidense de 1948, escrito e dirigido por Preston Sturges. Foi o primeiro dos dois filmes que o diretor realizou para a Twentieth Century-Fox, tendo recebido críticas positivas na maioria, mas sem alcançar êxito nas bilheterias.
A Twentieth Century-Fox refilmaria o roteiro em 1984 com o mesmo título original, com Dudley Moore, Nastassja Kinski, Armand Assante e Albert Brooks, com direção de Howard Zieff. O novo filme, contudo, eliminou o tema das três diferentes peças musicais que inspiraram os três cenários de vingança do protagonista.

## Elenco
- Rex Harrison...Sir Alfred de Carter
- Linda Darnell...Daphne de Carter
- Rudy Vallée...August Henshler
- Barbara Lawrence...Barbara Henshler
- Kurt Kreuger...Anthony Windborn
- Lionel Stander...Hugo Standoff
- Edgar Kennedy...Detetive Sweeney
- Al Bridge...Detetive do hotel
- Julius Tannen...O'Brien
- Torben Meyer...Dr. Schultz
- Georgia Caine...Dowager (não creditado)
- Robert Greig...Jules, o valete (não creditado)
- Max Wagner...gerente do palco (não creditado)

Notas
- Assim como nos filmes que realizou para a Paramount, Preston Sturges utilizou atores de sua companhia "não oficial" que incluiriam :  Al Bridge, Georgia Caine, Robert Greig, J. Farrell MacDonald, George Melford, Torben Meyer, Frank Moran e Max Wagner. Rudy Vallee, Edgar Kennedy e Lionel Stander apareceram no filme anterior do diretor, The Sin of Harold Diddlebock.
- Jimmy Conlin, um dos atores regulares de Sturges, interpretou o papel do pai de Daphne, mas as cenas foram cortadas[3]

## Sinopse
Sir Alfred de Carter é um maestro inglês mundialmente famoso que ao retornar de viagem, descobre que seu cunhado rico e detestável August Henshler colocou um detetive particular chamado Sweeney para vigiar a jovem e adorável esposa, Daphne de Carter, que não o acompanhara. Sir Alfred se nega a ler o relatório da investigação mas, ao tentar eliminar todas as cópias e o original do escritório dos detetives, acaba sabendo que a esposa fora vista entrando num quarto de um homem, no mesmo hotel que o casal mora. Ele vai até o quarto que a esposa fora e encontra o jovem secretário particular dele, Anthony Windborn, hospedado ali. Convencido de que fora traído, Sir Alfred passa a fantasiar diferentes ações a tomar, inspirado pelas músicas que apresenta em seu concerto. Mas quando tenta colocá-las em prática, as coisas não são tão simples como lhe pareciam até que por fim a verdade é revelada

## Música
Para cada um dos três cenários fantasiados por Sir Alfred para resolver a traição da esposa, foram utilizadas diferentes músicas que são ouvidas nas cenas da orquestra conduzida por ele:
- Abertura da ópera Semiramide de Gioacchino Rossini, sobre uma femme fatale que  Alfred acredita que a esposa seja.
- Abertura da ópera Tannhäuser und der Sängerkrieg aus Wartburg de Richard Wagner, sobre a renúncia ao amor carnal em favor de uma relação mais espiritual, com Alfred se imaginando nessa atitude.
- O poema sinfônico Francesca da Rimini de Peter Ilyich Tchaikovsky,[5] que se refere a um destino infernal da esposa adúltera, caracterizada como personagem de Dante.

## Produção
Preston Sturges escreveu o roteiro original de Unfaithfully Yours em 1932 – a ideia lhe surgiu ao ouvir uma canção melancólica de rádio que o influenciou quando escrevia uma cena cômica. Sturges ofereceu a história para a Fox, Universal e Paramount mas todos os estúdios na época a rejeitaram.
Em 1938, Sturges imaginou Ronald Colman no papel de Carter, e mais tarde queria Frances Ramsden – que foi apresentada por ele no filme que dirigira em 1947, The Sin of Harold Diddlebock – para interpretar Daphne; na época da escolha do elenco, ele preferia James Mason como o maestro e Gene Tierney como a esposa.
Os advogados do estúdio alertaram sobre as similaridades do personagem Sir Alfred de Carter com o famoso maestro inglês Sir Thomas Beecham; Sturges foi aconselhado a diminuir as semelhanças mas algumas remanescentes foram notadas em resenhas (o avô de Beecham foi Thomas Beecham, um químico que inventou as Pílulas Beecham, usadas como laxantes. Houve especulações de que o nome de Carter se referia as pílula para o fígado Carter).
Unfaithfully Yours,literalmente "Suas infidelidades" que teve os nomes de trabalho de Unfinished Symphony ("Sinfonia interrompida") e The Symphony Story ("História sinfônica"), entrou em produção em fevereiro de 1948, e terminou em meados de abril daquele ano. Em 28 de junho o filme tinha uma versão de 127 minutos de duração, mas o lançamento foi adiado para evitar qualquer associação com o suicídio da atriz Carole Landis em julho. Houve rumores de que Landis e Rex Harrison eram amantes e que ela cometera o suicídio quando o ator recusou-se a se divorciar da esposa. Harrison encontrou o corpo de Landis na casa dela.
O filme estreou em Nova Iorque em 5 de novembro de 1948 e teve um lançamento geral em 10 de dezembro. A premiere em Los Angeles foi em 14 de dezembro. Foi promovido com o slogan: Will somebody "get her" tonite? (em tradução livre: "Alguém a "pegará" esta noite?").
Em fevereiro de 1949, William D. Shapiro, que declarou ser um produtor de filmes independentes, processou a Fox e Sturges por plágio de um filme não produzido de uma história de Arthur Hoerl, que Shapiro pretendia realizar. A conexão foi supostamente o compositor Werner Heymann, frequente colaborador de Sturges e que Shapiro teria entrevistado para ser o diretor musical da sua produção.
Um gravador profissional que reproduzia sons em discos, visto no filme, é similar aos usados por Horowitz e Benny Goodman durante concertos deles no Carnegie Hall e um da NBC Radio no Rockefeller Center. Esses discos depois foram masterizados em LPs que viriam a ser considerados clássicos. Arthur Rubinstein possuía um desses aparelhos. Eram muito difíceis de usar e precisavam de técnicos experientes.